# Corsica (Romeinse provincie)
Corsica is de (Latijnse) naam van een Romeinse provincie. Corsica is nog altijd de naam van het eiland waarop die provincie lag. Voor de modernere benadering: zie Corsica. Corsica en Sardinia, de provincie op het eiland Sardinië, hebben veel gemeen en daarom komen stukken op deze pagina bijna letterlijk van die van Sardinia.

## Grenzen
De Romeinse provincie Corsica kwam volledig overeen met het eiland Corsica, dat nu een regio van Frankrijk is. Het eiland wordt volledig omringd door de Middellandse Zee. De zee die ten noorden van Corsica ligt heette in de oudheid de Mare Ligusticum. Ten westen van het eiland lag de Mare Tyrrhenum (Tyrreense Zee). Ten zuiden van Corsica lag het eiland Sardinië, met de provincie Sardinia erop. Beide eilanden werden gescheiden door de Mare Sardoum. In het oosten lag de Mare Internum.

## Geschiedenis
- Zie Geschiedenis van Corsica voor het hoofdartikel.

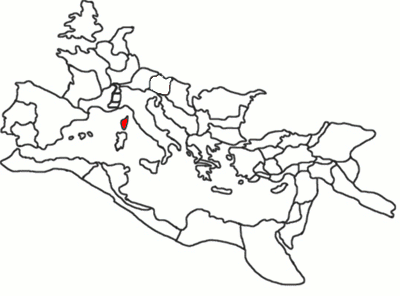
De provincie Corsica in het Romeinse Rijk.

### Romeinse provincie: Corsica
In tegenstelling tot Sardinia bleef het heel de Romeinse bezetting van bijna 700 jaar rustig in de provincie. De Romeinen moesten dan ook niets meer innemen na de machtswisseling van 238 v.Chr. (heel het gebied stond toen al 40 jaar onder controle van Carthago) en de Romeinen begonnen met een trage romanisering. De nuraghecultuur stierf uit en een gematigde pro-Romeinse beschaving nam haar plaats in. Alalia werd herbouwd (het kreeg toen de naam Aleria) en werd de hoofdstad van de provincie. De stad huisvestte ook een vlootbasis van de Romeinse vloot.

### Einde van de Romeinse overheersing
Bijna 700 jaar lang regeerden de Romeinen over Corsica. Net als Sardinia maakte het eiland de grote migraties van het begin van de 5de eeuw goed door, maar (net als Sardinia) in 455 viel het eiland in de handen van de Vandalen, die vanuit Noord-Afrika plundertochten hielden.

### Na-Romeins
(Vanaf de val van het eiland in 455 spreekt men eigenlijk niet meer van de provincie Corsica, maar van het eiland Corsica. Zie deze verwijzing voor de verdere, moderne geschiedenis van het eiland.)
In 533 viel Belisarius, een generaal van Justinianus I, het Vandalenrijk binnen en veroverde het. In 534 volgde een expeditie, die hem Corsica opleverde, samen met Sardinië en de Balearen. In 806 en 807 vielen de Franken onder leiding van Karel de Grote het eiland aan en veroverden het in 807. Bijna 40 jaar later (in 846) viel het eiland aan de moslimpiraten, die vanuit Noord-Afrika de Middellandse Zee teisterden. Deze overheersing hield niet lang genoeg vol om de bevolking te bekeren naar de islam: tegen 1000 was het eiland een bezit van het Heilige Roomse Rijk geworden.

## Economie in het keizerrijk
Het eiland had grote geografische problemen: het was erg bergachtig en had weinig infrastructuur. De handel concentreerde zich vooral op de hoofdstad, Aleria, en bestond uit zilver, hout uit het binnenland en ijzer. De Romeinen legden een heirbaan aan op het eiland, die liep van het zuidelijkste puntje van het eiland, bij de stad Marianum tot in Aleria en boog dan af naar het westen en volgde een tijdje de Rhotamus. Na de westkust te hebben bereikt eindigde de weg in het stadje Aiacum.

## Steden
De hoofdstad van het eiland was Aléria.
Verder had Corsica enkel belangrijke kuststeden, vanwege het bergachtige binnenland:
- Marianum (in het zuiden)
- Mariana (in het noorden)
- Centurinum (in het uiterste noorden)
- Aiacum (In het westen)
- Portus Favonii (onder Aleria)

Achaea · Alexandria et Aegyptus · Africa · Alpes Cottiae · Alpes Maritimae · Alpes Poeninae · Arabia Petraea · Armenia Inferior · Asia · Britannia · Cappadocia · Cilicia · Corsica · Creta · Cyprus · Cyrenaica · Dacia · Dalmatia · Epirus · Galatia · Gallia (Aquitania · Belgica · Lugdunensis · Narbonensis) · Germania (Inferior · Superior) · Hispania (Baetica · Lusitania · Tarraconensis) · Italia · Iudaea · Lycaeonia · Lycia · Macedonia · Mauretania (Caesariensis · Tingitana) · Moesië (Inferior · Superior) · Noricum · Numidia · Pannonia (Inferior · Superior) · Pamphylia · Pisidia · Pontus et Bithynia · Raetia · Sardinia · Sicilia · Syria · Thracia

Tijdelijke bezettingen: Germania (7-9 n.Chr.) · Armenia (114-117 n.Chr.) · Assyria (116-117 n.Chr.) · Mesopotamia (115-117 n.Chr.)